# Paul-Heinz Wellmann
Paul-Heinz Wellmann (* 31. března 1952) je bývalý německý atlet, běžec na střední tratě, halový mistr Evropy v běhu na 1500 metrů.

## Sportovní kariéra
Jeho prvním úspěchem byla stříbrná medaile v běhu na 1500 metrů na evropském juniorském šampionátu v roce 1970. V následující sezóně byl členem bronzové štafety na 4 × 800 metrů na halovém mistrovství Evropy v Sofii. V roce 1972 získal zlatou medaili ve štafetě na 4x4 kola na evropském halovém šampionátu. O rok později titul německá štafeta s Wellmannem titul obhájila.
V olympijském finále běhu na 1500 metrů v Mnichově v roce 1972 doběhl sedmý. Stejného umístění v této disciplíně dosáhl na mistrovství Evropy v Římě v roce 1974. Nejúspěšnější sezónou se pro něj stal rok 1976. Na jaře se v Mnichově stal halovým mistrem Evropy v běhu na 1500 metrů, v létě na olympiádě v Montrealu vybojoval v této disciplíně bronzovou medaili. Jeho posledním výrazným úspěchem na mezinárodních soutěžích stříbrná medaile v běhu na 1500 metrů na halovém mistrovství Evropy v roce 1977.